# Loznica
Loznica je gradić i općina na zapadu Srbije, u blizini granice s Bosnom i Hercegovinom.

## Zemljopisne odlike Loznice
Grad u podnožju planine Gučevo, u Podrinju. Kroz grad protiče rječica Štira i Zlatni Potok. Loznica se nalazi na nadmorskoj visini od 142 m. Cestom je od Beograda udaljen 139 km, 136 km od Novog Sada, 75 km od Valjeva, 53 km od Šapca i 6 km od  Banje Koviljače. Također ima i 6 km do poznatog selca Tršić odakle je i Vuk Stefanović Karadžić. U Loznici ima dosta ravnica (Lozničko Polje) i donekle je razvijena poljoprivreda.
Grad ima 19.572 stanovnika, a općina 84.925.

## Povijest Loznice
O naseljenosti ovog kraja, još od prapovijesti, svjedoče mnogi arheološki nalazi. Od oko 900. do 300. godine stare ere, ovo područje naseljavali su Iliri. Najstarije naselje Ad Drinum potječe iz rimskog doba.
Naselje na mjestu današnje Loznice prvi put se spominje u povelji kralja Milutina s početka 14. stoljeća, a kao gradić već 1717. godine. Ime je vjerojatno došlo od riječi lozica zbog velikog broja vinograda. Kao grad naselje Loznica formiralo se 1834. godine, godinu dana poslije pripajanja Kneževini Srbiji. Pored muške osnovne škole koja s prekidima radi od 1795. godine, 1858. godine dobiva i žensku, a nepotpunu Gimnaziju 1871. godine. Već 1888. godine Loznica ima novčani zavod, štedionicu, sud, bolnicu.
Tijekom Prvog svjetskog rata, od 16. do 20. kolovoza 1914. nadomak Loznice je vođena Cerska bitka, u kojoj je srpska vojska porazila austro-ugarsku. Druga bitka u ovom kraju u Prvom svjetskom ratu kraju bila bitka na Mačkov kamenu, od 18. do 23. rujna 1914. Kolubarska bitka, treća bitka u ovom kraju je započela austro-ugarskom ofenzivom 6. listopada 1914. općim napadom na Drugu armiju koja je držala položaje u donjem Jadru i Mačvi. U bitkama na Gučevu i Drini nakon velikih gubitaka srpska vojska se povukla na Kolubaru.
Loznica je oslobođena 2. studenog 1918. godine.
Stvaranjem Kraljevine SHS iz temelja se promijenio položaj Jadra. Od pograničnog kraja postao je kotar duboko u unutrašnjosti nove države. Miran život stanovnika Loznice prekinuo je Drugi svjetski rat. Listopada 1941. okupatori su u Dragincu u znak odmazde strijeljali 2.960 ljudi, žena i djece. Loznica je oslobođena 23. rujna 1944. godine. Poslije oslobođenja 1944.god. Loznica je imala oko 3.000 stanovnika. Prema popisu iz 1991. god. u lozničkoj općini je u 54 naselja živjelo 87.658 stanovnika. Sam grad te godine imao je 18.826 stanovnika a s prigradskim naseljima Klupci, Krajičnici i Lozničko polje nepune 34.000. Loznica je za vrijeme prošlih ratova na prostoru bivše Jugoslavije bila tranzitna stanica i utočište izbjeglicama. Negdje oko 70.000 ljudi je prošlo kroz ovaj grad, veliki broj njih je dobio pomoć i zbrinut. I danas oko 15.000 izbjeglica i raseljenih osoba živi na području općine Loznica.

## Gospodarstvo
Najveća Loznička tvornica je bila "HI Viskoza Loznica" koja je osnovana 1957, zapošljavala je preko 10.000 radnika u vrijeme kada je grad imao 18.000 stanovnika.
Proizvodnjom traktorskih prikolica prvenstveno bavila se tvornica "FAK Loznica" a tekstilnom proizvodnjom "Moda",
Talijanski proizvođač "Golden Lady" u Loznici proizvodi ženske čarape namijenjenih izvozu na tržište zemalja Europske unije.Trenutno zapošljava 550 radnika.

## Kultura
Svjedoci prošlih vremena su crkva Pokrova Bogorodice u Loznici, Manastir Tronoša, manstir Čokešina, spomenici na Gučevu, u Tekerišu, Dragincu, kao i etno selo Tršić. Postoji narodna epska pjesma "Boj na Loznici". U njoj je središnji lik Loznički Vojvoda iz Prvog srpskog ustanka Anta Bogićević. Njegov grob se nalazi uz crkvu Pokrova Bogorodice u Loznici.
Loznica je rodno mjesto Jovana Cvijića.
Rodno je mjesto Miće Popovića, a u gradu postoji istoimena galerija. U Tršiću, nedaleko od Loznice je rođen Vuk Stefanović Karadžić, a blizu je manastir Tronoši, mjesto ranog Vukovog školovanja.
Loznica ima svoj klub koji se zove NK "Loznica:. Ima i KK" Loznica ", RK" Loznica ", OK" Loznica ".
Osnovna kulturna manifesticija općine Loznica predstavlja tradicionalni Vukov sabor u Tršiću. Sabor se održava svake godine u rujnu, u znak sjećanja na Vuka Karadžića. To je najveća manifestacija u Srbiji, po svom značaju i po masovnosti (okuplja 20.000-30.000 posjetitelja).
U općini Loznica se nalazi 15 osnovnih škola s izdvojenim odjelima i 4 srednje škole. U osnovnim školama obrazuje se oko 9.000 osnovaca, a u srednjim oko 4.500 srednjoškolaca. Osnovne skole u centru grada su: OŠ "Anta Bogičević", OŠ "Jovan Cvijić", OŠ "Vuk Karadžić, OŠ "Kadinjača ". Loznica je poznata po tome sto se u njoj održava republičko natjecanje iz srpskog jezika u Tršiću.
Grad pobratim je Plock u Poljskoj. Drugi grad pobratim je Ivanić-Grad u Hrvatskoj, iako su veze dosta slabe. Svake godine političari i diplomati iz Loznice idu u Plock.

## Poznate osobe
- Jovan Cvijić-srbijanski zemljopisac
- Vuk Karadžić- srpski jezikoslovac
- Sinan Sakić-srpski pjevač
- Vladimir Stojković-srpski nogometni vratar
- Zlatko Zebić-srpski nogometaš
- Vladimir Zečević-srpski političar

## Galerija
- Gradski muzej ‎
- Cesta Svetog Save
- Korzo u Loznici
- Crkva u Loznici
- Rječica Štira
- Osnivna škola Anta Bogicevic
- Glavna autobusna stanica u Loznici
- Statua Vojvode Stepe Stepanovica

## Vanjske poveznice
- (www.loznica.rs) Gradske internet stranice
- Karte, zračne luke, vremenska situacija(Fallingrain)  Arhivirana inačica izvorne stranice od 12. travnja 2008. (Wayback Machine)
- Satelitska snimka (Wikimapia)
- Google Satelitska snimka (Maplandia)
- Plan naselja na karti(Mapquest)